# OFC Futsal Championship 2014
L'OFC Futsal Championship 2014 è il 10º campionato oceaniano per le nazioni di calcio a 5, e si è disputato a Païta in Nuova Caledonia dal 12 al 16 agosto 2014.
Il girone, composto da cinque formazioni, si svolse nell'Arène du Sud e a farla da padrone nella breve manifestazione (5 giorni) fu la Malesia che vinse così il secondo titolo.

## Risultati e classifica
| Squadra         | Pti | G | V | N | P | GF | GS | DR |
| --------------- | --- | - | - | - | - | -- | -- | -- |
| Malaysia        | 9   | 4 | 3 | 0 | 1 | 21 | 14 | +7 |
| Nuova Caledonia | 7   | 4 | 2 | 1 | 1 | 15 | 13 | +2 |
| Nuova Zelanda   | 6   | 4 | 2 | 0 | 2 | 10 | 6  | +4 |
| Tahiti          | 4   | 4 | 1 | 1 | 2 | 9  | 13 | –4 |
| Vanuatu         | 3   | 4 | 1 | 0 | 3 | 12 | 20 | –8 |

| Arbitri: | Rex Kamusu Francis Roni Philip Mana |

|           |           |                                        |
| Zamri 11’ | Marcatori | 7’, 34’ Fischer 18’ Manickum 32’ Osman |

| Arbitri: | Daniel Kausuo Stephane Upa Amitesh Behari |

|                                   |           |           |
| Rakom 3’, 30’ Hungai 6’ Mahit 20’ | Marcatori | 24’ Tehau |

| Arbitri: | Francis Roni Philip Mana Chris Sinclair |

|                                   |           |                                                     |
| Tino 5’, 34’ Kavera 17’ Toofa 34’ | Marcatori | 18’ Saihuliwa 22’ Guitton 27’ Paulin 36’ Pourouroro |

| Arbitri: | Stephane Upa Amitesh Behari Jainut Dean |

|                                                  |           |              |
| Kamri 9’ Fischer 19’ Eakins 26’, 32’ Elayyan 35’ | Marcatori | 26’ Tuigaloa |

| Arbitri: | Philip Man Chris Sinclair Kamendra Naidu |

|                                                      |           |                      |
| Saihuliwa 12’ Pourouoro 13’ Bamy 31’, 33’ Kaouwi 39’ | Marcatori | 31’ Rakom 40’ Malapa |

| Arbitri: | Amitesh Behari Jainut Dean Love Lui Melenarave |

|                   |           |                                                  |
| Tino 21’ Tino 39’ | Marcatori | 5’ Ambiah 16’ Ali 19’ Bakri 20’ Zahari 23’ Zamri |

| Arbitri: | Chris Sinclair Kamendra Naidu Daniel Kausuo |

|                                             |           |                                                                            |
| Hungai 29’, 32’ Rakom 30’ Dominque 30’, 32’ | Marcatori | 3’ Mohammad 6’, 16’ Yatim 12’ Bakri 21’, 32’ Zamri 22’, 33’ Zahari 39’ Ali |

| Arbitri: | Jainut Dean Love Lui Melenarave Rex Kamusu |

|                     |           |           |
| Bamy 25’ Kaouwi 26’ | Marcatori | 16’ Kamri |

| Arbitri: | Amitesh Behari Daniel Kausuo Philip Mana |

|  |           |                    |
|  | Marcatori | 30’ Tehau 39’ Tino |

| Arbitri: | Chris Sinclair Rex Kamusu Jainut Dean |

|                                                          |           |                                          |
| Zahari 13’ Ahmad 17’ Ali 19’ Mohammad 23’, 39’ Zamri 37’ | Marcatori | 7’ Saihuliwa 30’ Guitton 31’ Pouarairoua |